# Шарлотта Фокс
Шарлотта Конант Фокс (англ. Charlotte Conant Fox, 10 травня 1957 – 24 травня 2018) – американська альпіністка. Серед її найзначніших досягнень — сходження на п’ять восьмитисячників, Сім вершин та всі 54 «Колорадські чотирнадцятитисячники» (гори висотою понад 14 000 футів, тобто понад приблизно 4300 м). Вона привернула міжнародну увагу в 1996 році як людина, яка вижила в катастрофі на горі Еверест, в якій загинуло вісім альпіністів.

## Життєпис

### Ранні роки
Фокс була єдиною дитиною Енн Робінсон Блек та Джареда Фокса. Її дід по батьківській лінії, Джаред Фокс-старший, був одним із засновників компанії «Blue Bell Overall Company», яка у 1940-х роках зробила бренд джинсів «Wrangler» всесвітньо відомим. Батьки Шарлотти розлучилися через кілька років після її народження. Вона навчалася в школі Святої Катерини в Ричмонді, штат Вірджинія, а потім вивчала американістику в Університеті Голлінз у Роеноку. Після закінчення навчання вона взяла відпустку та поїхала до Скелястих гір, де зацікавилася альпінізмом.

### Альпінізм
Спочатку Фокс оселилася в Аспені, штат Колорадо, де працювала в лижному патрулі, що займається обслуговуванням гірськолижних стежок і, за необхідності, пошуково-рятувальними операціями. Вона вступила до Американського альпійського клубу, а пізніше була призначена до його ради директорів на шість років.
У наступні роки вона підкорила всі 54 Чотирнадцятитисячники у Колорадо. Подальші експедиції привели її до Анд, де вона підкорила, серед інших гір, Аконкагуа (6962 м), Уаскаран (6768 м) та Чопікалькі (6354 м). Також вона зійшла на Вінсон в Антарктиді (5140 м), Монблан в Альпах (4807 м) та Кіліманджаро в Танзанії (5895 м).
У 1994 році вона стала першою американкою, яка підкорила Гашербрум II у Каракорумі (8034 м). Через рік вона зійшла свій другий восьмитисячник – Чо-Ойю в Гімалаях (8201 м).

### Експедиція на Еверест у 1996 році
Навесні 1996 року Фокс та її тодішній хлопець Тім Медсен взяли участь у гімалайській експедиції, організованій компанією Mountain Madness. Під керівництвом гірських гідів Скотта Фішера, Анатолія Букрєєва та Ніла Бейдлмана (з яким вона була знайома ще з Аспена) вони планували у травні піднятися на Еверест. У ніч на 10 травня (у 39-й день народження Фокс) група вирушила на вершину разом з експедицією компанії Adventure Consultants на чолі з гірським гідом Робом Голлом. Фокс досягла вершини близько 14:15, ставши таким чином першою американкою, яка підкорила три восьмитисячники.
Під час спуску альпіністи потрапили в сильну бурю, що унеможливило їхнє повернення до Табору IV. Група під керівництвом гірських гідів Ніла Бейдлмана та Майка Грума, до складу якої входили Фокс і Медсен, два шерпи та п'ять інших альпіністів, близько 19:30 спустилася на Південне сідло (7906 м). Там, лише за 200 метрів від табору, їм довелося пережити кілька годин у сніговій бурі, оскільки через вайтаут вони не могли зрозуміти, в якому боці знаходиться табір . В інтерв’ю Джону Кракаверу для його книги «У розріджене повітря» Шарлотта так згадувала свої відчуття у той час:
|  | Холод був таким болісним, що мені здавалося, що більше не витерплю. Я просто згорнулася клубочком і сподівалася, що смерть прийде швидко. Оригінальний текст (англ.) The cold was so painful, I didn’t think I could endure it anymore. I just curled up in a ball and hoped death would come quickly. |

Фокс та Медсена, разом з кількома іншими альпіністами, врятували і доставили до табору лише після півночі. 10 та 11 травня 1996 року бурю на Евересті не пережили вісім альпіністів.
Після цієї трагедії Фокс оголосила, що ніколи більше не підніметься на цю вершину та замовила для своєї машини номерний знак з написом «Neverest» (контамінація «never» (англ. «ніколи») і «Еверест»).

### Подальші сходження
У 2014 році Фокс завершила своє підкорення Семи вершин горою Ельбрус на Кавказі (5642 м).
У 2016 році вона підкорила свій четвертий восьмитисячник Манаслу (8163 м), а у 2017 році п’ятий — Дхаулагірі (8167 м).
Навесні 2018 року, за кілька тижнів до загибелі, вона піднялася на Барунцзе в Непалі (7129 м).

### Особисте життя та громадська діяльність
На початку 1990-х років Фокс була у стосунках з Марком Бебі (Mark Bebie, 1952-1993), також альпіністом. Він загинув у лавині під час льодолазіння в Канадських Скелястих горах в 1993 році.
У середині 1990-х років її партнером був Тім Медсен, з яким вона познайомилася, працюючи лижним патрульним в Аспені. Разом вони здійснили сходження на Еверест.
Зрештою, Фокс вийшла заміж за альпініста та скелелаза Різа Мартіна III. Він загинув у 2004 році внаслідок нещасного випадку на параплані.
Фокс підтримувала фонд dZi – організацію, яка працює з малозабезпеченими громадами у віддалених регіонах Гімалаїв. Вона також брала участь у щорічному фестивалі гірського кіно у Теллурайді.

### Смерть
24 травня 2018 року у віці 61 року Фокс впала з обледенілих сходів свого будинку та померла від травм голови. За тиждень до смерті Фокс розповіла подрузі, що планує піднятися на ще один восьмитисячник.

## Пам’ять
- В Університеті Голлінса, де навчалася Фокс, на її честь назвали стіну для скелелазіння[2].
- У телефільмі 1997 року «У розріджене повітря: Смерть на Евересті»(інші мови) роль Шарлотти Фокс зіграла Ромілі Вікс[en].
- У художньому фільмі «Еверест» (2015) роль Фокс виконує Емі Шиндлер[en].

## Публікації
- «Час жити, час помирати. Трагедія на південно-східному хребті гори Еверест» (англ. A Time to Live, a Time to Die. Tragedy on the southeast ridge of Mount Everest). Шарлотта Фокс про експедицію на Еверест 1996 року, опубліковано в American Alpine Journal(інші мови), 1997[7].